# Суніїта Віджесурія
Суніїта Віджесурія (англ.  Suneetha Wijesuriya; рід. 18 червня 1963, Коломбо) — шрі-ланкійська шахістка, майстер ФІДЕ з шахів серед жінок (2012).

## Біографія
Народилася в багатодітній сім'ї. Шахами почала займатися в 1978 році і вже в наступному році брала участь у чемпіонаті Шрі-Ланки з шахів серед жінок. З початку 1980-х до кінця 1990-х років була однією з провідних шахісток Шрі-Ланки. Десять разів перемагала на чемпіонатах Шрі-Ланки з шахів серед жінок (1980, 1982, 1983, 1984, 1985, 1986, 1987, 1988, 1995, 1997). Відома також як шахова тренерка. Очолювала шахову федерацію Шрі-Ланки.
Представляла збірну Шрі-Ланки на найбільших командних турнірах з шахів:
- у шахових олімпіадах брала участь два рази (1992, 1996). В індивідуальному заліку завоювала золоту (1992) медаль. Це був перший успіх шахіста Шрі-Ланки на міжнародному турнірі;
- у командних чемпіонатах Азії з шахів серед жінок брала участь у 1995 році[3].

Її двоє братів і сестра теж займалися шахами.
Одружена, мати двох дітей.